# Гипотеза Пикока—Уайзмана

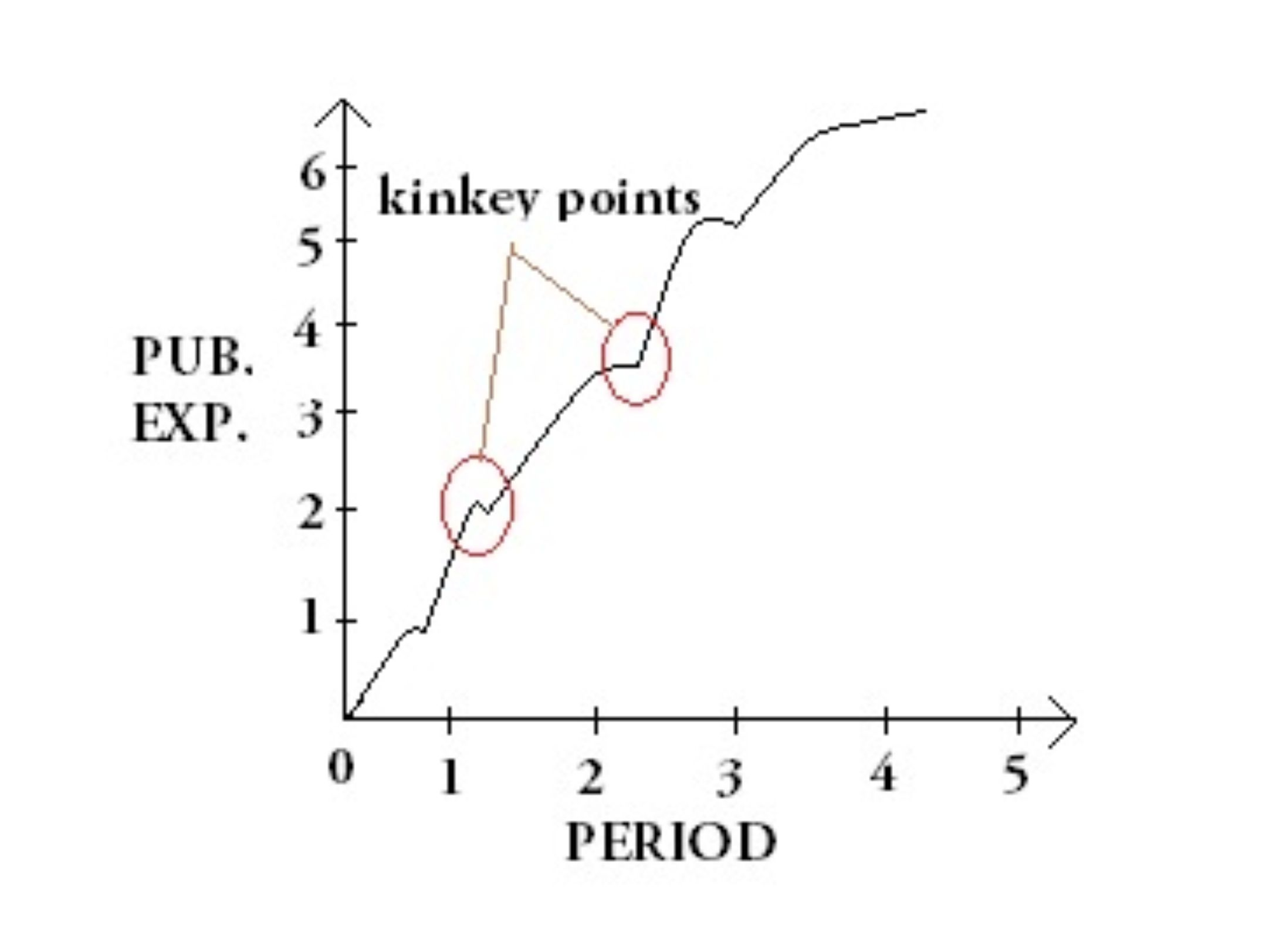
Гипотеза Пикока-Уайзмана

Гипотеза Пикока—Уайзмана (гипотеза Пикокка—Вайсмана, модель Пикока—Вайсмана, теория Пикока—Вайзмана, англ. Peacock-Wiseman Hypothesis) — эффект замещения частного сектора государственным, впервые представленный английскими экономистами Аланом Пикоком и Джеком Уайзманом в своей работе в 1961 году. Авторы отметили, что страны в периоды кризиса (годы войн, голода, социальных катаклизмов) увеличивают свои государственные расходы, растут общественные расходы до значительного уровня, вынуждено растут и налоговые ставки, соответственно частные расходы сокращаются. Возникает эффект замещения частных расходов на государственные.

## История
Гипотеза впервые была предложена английскими экономистами Аланом Пикоком и Джеком Уайзманом в своей работе «Рост государственных расходов в Соединенном Королевстве» в 1961 году.

## Сущность гипотезы
Авторы отметили, что страны в периоды кризиса (годы войн, голода, социальных катаклизмов) увеличивают свои государственные расходы, растут общественные расходы до значительного уровня, вынуждено растут и налоговые ставки, соответственно частные расходы сокращаются. Возникает эффект замещения частных расходов на государственные.

## Причины замещения
Согласно работе А. Пикока и Дж. Уайзмана причинами поддержки более высоких государственных расходов после периода кризиса является:
- возможность финансировать значимые крупные проекты, которые ранее не были доступны;
- необходимость поддержать уже запущенные проекты, новые обязательства, которые возложило на себя государство.

## См.также
- Эффект вытеснения